# Odderøya fyr
Odderøya fyr er et havnefyr ved indsejlingen til Vestre havn i Kristiansand havn. Fyret blev oprettet i 1832.
Fyrstationen er landfast og ligger på halvøen Odderøya, 1 km syd for Kristiansand midtby. Fyret er bygget samtidig med Oksøy fyr og har funktionel og visuel forbindelse med denne og Grønningen fyr.
Fyrbygningen er opført i tre. Lygtehuset er indbygget i gavlen. En tågeklokke hænger i en galge foran hovedbygningen.
Anlægget omfatter maskinhus/fyrbetjentbolig, bryggehus, oliebod, bådhus og kaj. Dagens bygningsmasse er i hovedsagen opført i 1874 da fyret blev flyttet og det oprindelige fyrhus nedrevet.

## Fyrets udvikling
Den oprindelige fyrbygnin var lille, skrøbelig og lå lavt i terrænet yderst på pynten. Fyrdirektøren havde sat følgende ramme for anlegget: «Bekvemeligheder med største Økonomi og saavidt at et Par enlige Folk kan bo der». Også teknologien var enkel i starten. Hovedlampen var en rundbrænder med parabolsk reflektor som vendte mod syd. Den var afskærmet for bare at være synlig i trygt farvand mellem Grønningen og Oksøy og for at markere ruten videre indover. Der ud over havde fyret to fladbræenderlamper med reflektorer, én i retning Dybingen og én ind mod havnen. Alle tre lamper brændte rapsolie. Hovedlampen skulle være tændt fra solnedgang til solopgang hele året.
I 1874 blev fyret flyttet højere op hvor den fredede fyrstation ligger i dag og fik højere standard. Men heller ikke da fungerede fyrlygten tilfredsstillende. I 1885 blev der derfor monteret en fyrlampeoperatør som gav et blinkende lys for at adskille fyrlyset fra baggrundsbelysningen fra byen. Året efter blev der opsat en 700 kg tung tågeklokke i en galge foran gavlvæggen mod havet.
I 1914 fik fyrlygten på Odderøya et 4. ordens linseapparat.
I 1927 og 1928 blev både fyrlygten og tågeklokken elektrificeret. Dermed var det slut på bæring og påfyldning af petroleum, snydning af væger og pudsning af sodede lampeglas og ruder; Nødaggregat blev også installeret.
I 1984 blev der opsat en ny, moderne fyrlygte foran den gamle fyrbygning. Linseapparatet fra 1914 blev overført til den nye lygte. Samtidig blev fyrstationen automatiseret og affolket.

## Status
Fyrstationen på Odderøya er et typisk, lille træfyr med tårn og lygte i gavlen på bolighuset. Fyret er et karakteristisk træk i Kristiansands havnebillede og har fyrhistorisk og oplevelsesmæssig værdi ved sin forbindelse til Oksøy og Grønningen fyrstationer. Det fritliggende tågeklokkeanlæg er det eneste af sin slags som er bevaret i Norge. Fyrstationen blev fredet efter lov om kulturminner i 1994. Området har været båndlagt af forsvaret, men er nu delvis frigivet som turområde. Vest-Agder fylkeskommune købte anlægget fra Kystverket for 500.000 kroner i 2005.